# Souffelweyersheim
 Souffelweyersheim (en alsacià Süffelwirsche) és un municipi francès, situat a la regió del Gran Est, al departament del Baix Rin. L'any 1999 tenia 6.017 habitants.
Forma part del cantó de Hœnheim, del districte d'Estrasburg i de la Strasbourg Eurométropole.

## Demografia
| 1962  | 1968  | 1975  | 1982  | 1990  | 1999  |
| ----- | ----- | ----- | ----- | ----- | ----- |
| 2.750 | 3.144 | 3.978 | 4.012 | 5.591 | 6.017 |

## Administració
| Període   | Identitat             | Partit |
| --------- | --------------------- | ------ |
| 1965-1966 | Albert Bucher         |        |
| 1966-1983 | Robert Babillon       |        |
| 1983-1995 | Raymond Vetterhoeffer |        |
| 1995-     | André Reichardt       | UMP    |